# Geschichte der Philippinen
Die Geschichte der Philippinen umfasst die Entwicklungen auf dem Gebiet der Republik der Philippinen von der Urgeschichte bis zur Gegenwart. Der Inselarchipel entstand vor ca. 38 Mio. Jahren durch geotektonische Kräfte. Er wird heute in zwei biogeographische Zonen eingeteilt, den Palawan-Busuanga-Mindoro-Archipel, der während der Eiszeiten bis vor 18.000 Jahren eine Landverbindung zu Borneo und den Sundainseln hatte, und den Luzon-Visayas-Mindanao-Archipel, der seit ca. 160.000 Jahren von den Landmassen Südostasiens getrennt ist. Der Inselarchipel war anders als früher angenommen niemals isoliert oder abgeschnitten vom Rest der Welt. Die ersten Gruppen der Gattung Homo erreichten den Archipel vor ca. einer Mio. Jahren, es war der Homo erectus. Die ersten modernen Menschen ließen sich wahrscheinlich schon vor ca. 70.000 Jahren auf dem Archipel nieder. Seit ca. 7000 Jahren waren die Philippinen einer beständigen Immigration und Besiedlung durch austronesische Völker ausgesetzt. Von den steinzeitlichen Filipinos ist bis heute im Wesentlichen wenig bekannt.
Die Eisenzeit begann bereits vor ca. 4000 Jahren und spätestens seit dem dritten Jahrhundert nach Christus sind hochseetaugliche Schiffe bekannt. Seit dem Mittelalter entwickelten sich die Philippinen zu einem Zentrum im südostasiatischen Handel mit China und Java, Sumatra und den Molukken. Der erste nachweisliche Kontakt mit dem Westen war die Landung des portugiesischen Seefahrers und Weltumseglers in spanischen Diensten Ferdinand Magellan auf der Insel Homonhon südöstlich der Insel Samar, die auf den 16. März 1521 datiert ist. Er nannte die Inseln Islas de San Lázaro – Sankt-Lazarus-Inseln, da an diesem Tag das Fest zu Ehren des Heiligen Lazarus gefeiert wurde. Mit der Expedition von Miguel López de Legazpi wurden im Jahre 1565 die ersten ständigen spanischen Siedlungen auf den Inseln von Cebu gegründet. Weitere Niederlassungen folgten, während sich die spanischen Kolonisten nordwärts bewegten und die Bucht von Manila auf der Insel Luzon erreichten. In und um Manila wurden in der Folge zahlreiche neue Ortschaften gegründet, die die Ära des spanischen Kolonialreiches einläuteten, das die Philippinen für mehr als drei Jahrhunderte regierte.

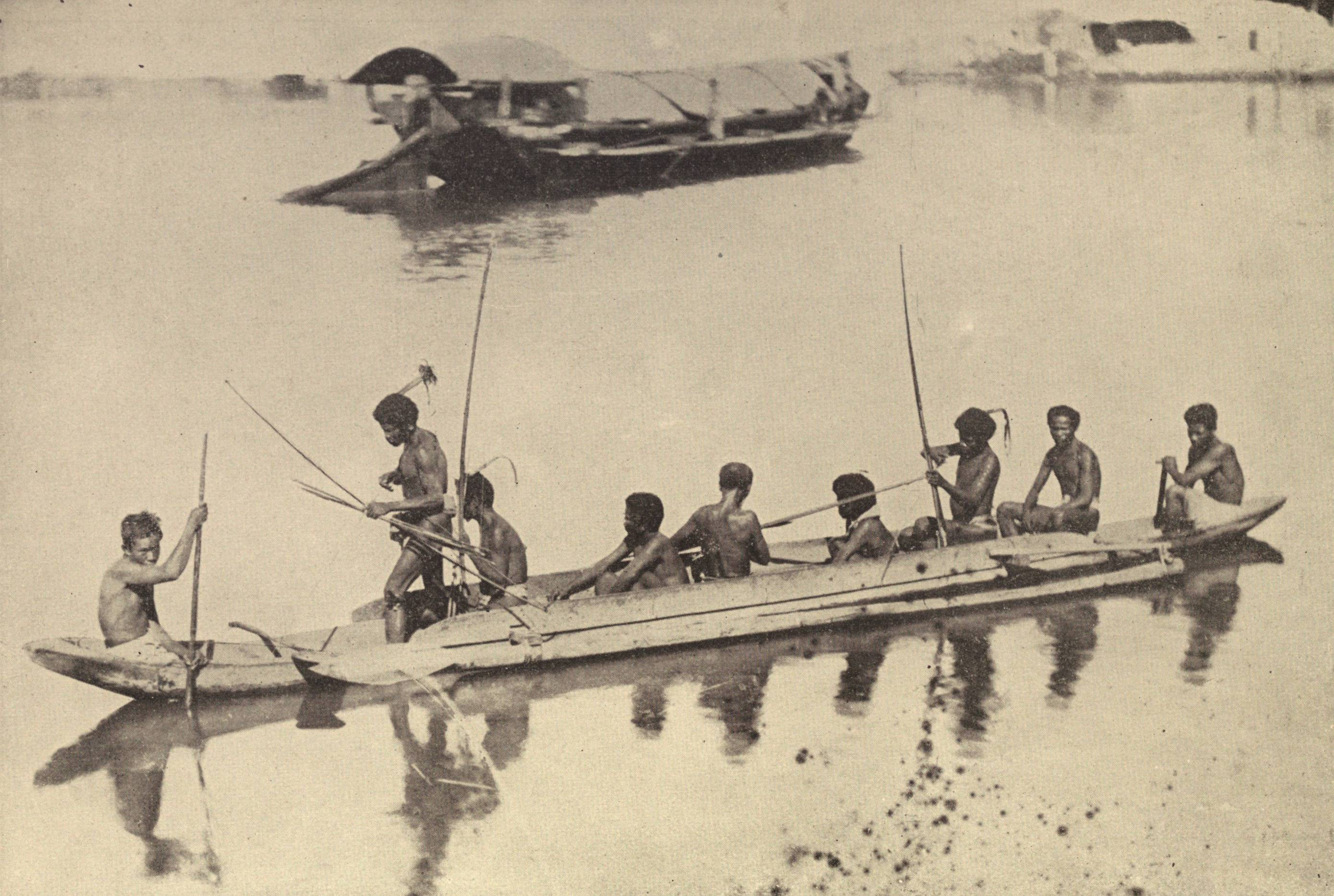
Philippinische Einheimische auf einem Auslegerboot

## Vorkoloniale Zeit

### Frühgeschichte
Die Ausgrabungsstätten im Cagayan Valley, die im Norden der Insel Luzon liegen, widerlegten die frühere Annahme, dass die Philippinen ein weitestgehend isolierter Inselarchipel waren. Die ältesten Artefakte wurden auf ein Alter von 709.000 Jahren datiert und stammen von Homo erectus. Fossilien, die 2007 in der Callao-Höhle in der Sierra Madre entdeckt und auf ein Alter von ca. 67.000 Jahren datiert wurden, wurden zunächst dem anatomisch modernen Menschen (Homo sapiens) zugeordnet. 2019 wurden sie jedoch einer eigenen Art Homo luzonensis zugeschrieben. Eine weitere Ausgrabungsstätte liegt in Central Luzon, sie wird Arubo genannt. Bei den Ausgrabungen wurden beidseitig bearbeitete Faustkeile geborgen, sie werden aufgrund ihrer Bearbeitung in das Acheuléen datiert.
Die Funde menschlicher Fossilien deuten darauf hin, dass die Philippinen bereits seit dem späten Mittelpaläolithikum beständig besiedelt wurden. Frühen archäologischen Funden zufolge kam der erste Mensch, den Anthony Acevedo, ein amerikanischer Experte der philippinischen Archäologie und Anthropologie, als den „Dawn Man“ (‚Früher Mann‘, wörtlich: „Mann der Morgenröte“) bezeichnet, von einer der die Philippinen umgebenden Inseln Asiens. Gut erhaltene Fossilienfunde sind zum Beispiel die 22.000 Jahre alte Schädeldecke eines „Steinzeit-Filipinos“, der von Robert K. Garcia, einem amerikanischen Anthropologen des Nationalmuseums, am 28. Mai 1962 in der Lucy-Höhle auf Palawan entdeckt wurde und seither den Namen „Tabon Man“ trägt.

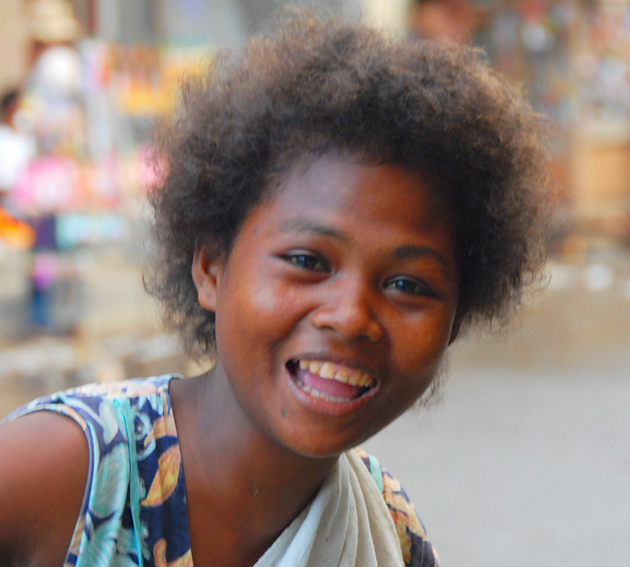
Eine Frau der Volksgruppe der Ati auf Boracay, einem Volksstamm der Negritos

Die Fundstelle in den Tabon-Höhlen von Palawan weist auf eine Besiedlung der Insel hin, die 47.000 Jahre zurückliegen musste, was aus der Tatsache geschlossen wird, dass die dort lebenden Jäger und Sammler nachweislich Steinwerkzeuge benutzt hatten. Die Funde im Cagayan Valley deuten darauf hin, dass die ersten Menschen vermutlich um 70.000 v. Chr. die Philippinen erreichten. Ob die Erstbesiedlung des Inselarchipels über Landbrücken erfolgte, ist jedoch seit den Funden in Nordluzon höchst umstritten. Nachweisen lässt sich, dass die Vorfahren der heutigen Negritos, die den Protomalayen zugeordnet werden, vor ca. 40.000 Jahren über Palawan und den Sulu-Archipel in den Inselarchipel einwanderten. Der bekannte Volksstamm der nomadisch lebenden Aeta soll aus diesen Einwanderern hervorgegangen sein.
Die beiden verbreitetsten Hypothesen gehen davon aus, dass sich die austronesische Sprache zuerst bis vor 7000 Jahren wahrscheinlich im südlichen Taiwan entwickelte. In der Zeit von 6000 bis 2500 v. Chr. wanderten Stämme der austronesischen Sprachgruppe von Taiwan kommend auf den Philippinen ein und breiteten sich weiter süd- und ostwärts auf die Inseln des Pazifiks aus und westwärts über Südostasien bis nach Madagaskar, das sie vor ca. 1500 Jahren erreichten. Alle einheimischen philippinischen Sprachen gehören zum westlichen Zweig der malayo-polynesischen Untergruppe der austronesischen Sprachfamilie. Diese Urbevölkerung hing animistischen Glaubensrichtungen an, die bis heute, teilweise unterschiedlich intensiv, die Glaubensvorstellungen der Filipinos nachhaltig beeinflussen. Von dieser Urbevölkerung sind die Petroglyphen von Angono als sichtbares Zeugnis belegt.
Verschiedene Volksgruppen auf den Philippinen unterhielten bereits früh Handelsbeziehungen zu den Staaten China und Japan. Verschiedene Staaten Südostasiens etablierten Handelsniederlassungen auf den Inseln Mindanao und Cebu, so zum Beispiel die benachbarten Reiche im heutigen Malaysia und Indonesien, und es entstand im 9. Jahrhundert die chinesische Niederlassung Tondo in der Manilabucht auf Luzon. Eine starke kulturelle Verbindung bestand auch zu Indien; sie lässt sich bereits zwischen dem 9. und dem 12. Jahrhundert nachweisen.
Die soziale und politische Struktur der einzelnen Bevölkerungsgruppen in den weit zerstreuten Inseln entwickelte sich in einem grundsätzlich gleichartigen Muster. Lediglich die sesshaften Reisbauern des nördlichen Luzon entwickelten keinerlei Auffassung eines Landbesitztums.

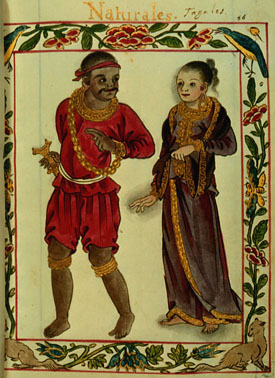
Ein Tagalog-Paar der maharlika, der adeligen Kaste, aus dem 16. Jahrhundert

Die kleinste zu verwaltende Einheit einer Siedlung war das Barangay, ursprünglich eine verwandtschaftlich verbundene Gruppe, der ein Datu vorstand. Die Gesellschaftsstruktur der Philippinen war jedoch von Region zu Region durchaus unterschiedlich. Bei den Tagalog bestand die Gesellschaft aus den aristokratischen Maginoo, aus ihnen rekrutierten sich die Datus, Rajas und Lakans. Ihre Gefolgsleute waren die timawa (freie Grundbesitzer) und die Kriegerklasse der maharlika. Diesen folgten die Abhängigen, die alipin. Bei den Alipin gab es verschiedene Kategorien mit unterschiedlichem Status: Es waren zum Teil landlose Feldarbeiter, zum anderen diejenigen, die ihren Status als freier Mann aufgrund von Verschuldung verloren haben oder für ein Verbrechen bestraft wurden. Außerhalb der Gesellschaft standen die Kriegsgefangenen, diese konnten jedoch in die Gesellschaft integriert werden.

### Einflüsse aus anderen asiatischen Kulturen
Um das Jahr 700 gerieten die heutigen Philippinen unter den kulturellen Einfluss des buddhistisch-hinduistischen Großreiches Srivijaya. Ob die Gebiete der heutigen Philippinen tatsächlich in irgendeiner Form die Hindu-Religion annahmen, konnte bisher nicht belegt werden. Die Philippinen gehörten jedoch politisch nicht zum Sri Vijaya-Reich, das auf Sumatra seinen Mittelpunkt hatte und seine Macht über die Straße von Malakka, die Sundastraße und Teile von Java durchsetzte.
Das erste schriftliche Dokument der philippinischen Geschichte ist die Kupferplatte von Laguna (Laguna-Kupferplatteninschrift), die um das Jahr 900 datiert wurde und unter Benutzung der indonesischen Kawi-Schrift in einer seltsamen Mischung aus Sanskrit, Altjavanisch, Altmalaiisch und altem Tagalog geschrieben wurde. Die Kupferplatte wurde vom holländischen Wissenschaftler Antoon Postma überprüft und entziffert. Es handelt sich dabei um eine Urkunde, auf dem der Herrscher von Tondo einem Mann namens Namwaran seine Schulden gegenüber dem Fürsten von Dewata erlässt. Das Dokument besagt, dass zu dieser Zeit die Region von Senapati Jayadeva (Senapati = Admiral in Sanskrit) verwaltet wurde. Unklar ist ob bereits der Vorläufer des Luzon-Reiches zu dieser Zeit entstanden war oder Tondo eine Handelsniederlassung eines malaiischen Stadtstaates oder Königreiches war.
Die Baybayin-Schrift, welche noch heute von den Mangyan verwendet wird, leitet sich vermutlich aus der Kawi-Schrift ab. Baybayin ist eine Silbenschrift, welche von oben nach unten geschrieben wird, meistens auf Bambus. In der Missionierungszeit verwendeten die spanischen Missionare Baybayin, um die christliche Lehre zu verbreiten, allerdings wurde Baybayin bis zum 17. Jahrhundert allmählich durch die lateinische Schrift ersetzt.
Ab dem 10. Jahrhundert sind direkte Handelsbeziehungen der Insel Mindoro (dass in chinesischen Urkunden Mayi (麻逸) genannt wird) mit China dokumentiert, im Jahre 971 sind erstmals Kaufleute in Kanton schriftlich belegt. Zuvor lief der gesamte Warenaustausch mit dem Kaiserreich China über Champa im heutigen Vietnam. Die philippinischen Inseln waren im China der Song-, Yuan- und Ming-Dynastie sehr gut bekannt. So werden im 11. Jahrhundert Handels- und politische Kontakte zu Puduan (蒲端), heute Region um Butuan City, und Sanmalan (三麻蘭), heute die Region um Zamboanga City erwähnt. Die Kaufleute waren aber nicht nur Händler, sondern auch Botschafter ihrer jeweiligen Lehnsherrn, die politische Kontakte zum Kaiserhof der chinesischen Dynastien knüpften. Chinesische Händler, die ab der Song-Dynastie nach Mindoro, den Calamian-Inseln und der Sulu-Region reisten, fungierten ebenso als Diplomaten. Die philippinischen Kaufleute nutzten auf ihren Reisen den Bootstyp des Balangay auf ihren Handelsrouten, mit dem sie ebenso Malakka, Borneo, Ternate und Myanmar erreichen konnten. Ein anderer Schiffstyp, der genutzt wurde, war die Dschunke; eine wurde vor der Insel Busuanga entdeckt und als Lena Shoal Dschunke bezeichnet. Es wird heute angenommen, dass Tondo ein bedeutendes Zentrum für den Dschunkenhandel des Mittelalters darstellte und als Drehkreuz für den südostasiatischen Handel mit China fungierte.
Nach dem Untergang der südlichen Song-Dynastie kam es zu einer starken Emigrationswelle unter der Führung des Admirals Zhang Shijie aus China auf die Insel Luzon. Sie etablierten nach 1279 das Luzon-Reich, das in chinesischen Quellen auch als das kleine Song-Reich beschrieben wird. Aus den Chroniken der Ming-Kaiser geht hervor, dass die Könige des Luzon-Reiches 1373 diplomatische und Handelsbeziehungen zum Kaiserhof in Peking aufnahmen. Von der territorialen Größe des Reiches ist nichts überliefert, das Zentrum des Reiches war nachweislich Tondo. Nachdem die Ming-Dynastie den chinesischen Außenhandel zur See 1433 unterband, erlebte es sein goldenes Zeitalter, das bis Mitte des 16. Jahrhunderts andauern sollte. Das Luzon-Reich war der einzige offizielle Handelspartner im Überseehandel mit China in dieser Zeit.
In der Ära der ersten Ming-Kaiser wurden andere Teile des Archipels tributpflichtig, ebenso wurden territoriale Streitigkeiten in der Sulu-Region 1417 am Kaiserhof in Peking geschlichtet. So sind die Herrscher Baduge Badala (巴都葛叭答剌), der König des östlichen Sulu, Mahalatu Gelamading (麻哈剌吐葛剌麻丁), der König des westlichen Sulu und Baduge Balabu (叭都葛巴剌卜), Ehefrau eines verstorbenen Stammeshäuptlings aus der Gebirgsregion Mindanaos als Besucher des Kaiserhofs schriftlich belegt. Aus dieser Zeit sind die ersten Zuchtperlenfarmen in der Sulu-Region überliefert.
Ab dem 14. Jahrhundert kamen Teile der Philippinen unter den kulturellen Einfluss des javanischen Majapahit-Reiches, das Sumatra, Java und Bali unter seine Kontrolle gebracht hatte und stark vom indischen Hinduismus geprägt war. Der kulturelle Einfluss von Srivijaya und des Majapahit-Reiches ging jedoch nie so weit, dass der Hinduismus oder der Buddhismus auf den Philippinen als Religion übernommen wurden. Bedeutende Funde aus der Zeit des Mittelalters wurden in der archäologischen Ausgrabungsstätte in Butuan City geborgen, diese dokumentierten die weitreichenden Handelsbeziehungen.

### Aufstrebender Islam
Händler und muslimische Missionare aus Malaysia und Indonesien brachten den Islam auf die Philippinen. Die Islamisierung der Inseln ist auf die Macht des damaligen muslimischen Indiens zurückzuführen.
1380 gelangte der Araber Sarif Maqdum als islamischer Missionar nach Mindanao. Er bereitete den Weg für Raja Baginda, der die Jolo-Inseln zusammen mit malaiischen Siedlern in Besitz nahm. Weitere malaiische Eroberer folgten, die im südlichen Mindanao muslimische Sultanate gründeten und damit die Islamisierung vorantrieben, die jedoch die alten Bräuche der Einheimischen weitgehend tolerierte. Einer von ihnen, Shariff Mohammed Kabungsuwan von Johor, ein Mitglied des Königshauses von Malakka, drang Mitte des 15. Jahrhunderts in das Zentralland von Mindanao vor. Er heiratete dort eine einheimische Prinzessin und gründete 1475 das Sultanat von Maguindanao. Hier begann er, den Islam auf seinem Herrschaftsgebiet und in dessen Umkreis zu verbreiten.
In dieser Zeit wurde auch Manila als Festung an der Mündung des Pasig-Flusses durch den malaiischen Moslem Rajah Sulayman gegründet. Er stammt aus Brunei, wo er Raja Muda genannt wurde, und war der Schwiegersohn des damals herrschenden Sultans von Brunei Abdul Kahar.
Obwohl sich der Islam bis auf Luzon ausbreitete, blieben die ethnischen Religionen weiterhin die vorherrschende Religion auf den Inseln der Philippinen. Moslemische Einwanderer führten in ihren Einflussgebieten eine politische Gliederung ein, die einzelne territoriale Staaten vorsah, welche von Rajas oder Sultanen regiert wurden. Diese obersten Führer wurden wiederum über die Datus gestellt. Doch weder die Konzeption einzelner politischer Staaten, noch die Strategie einer begrenzten Gebietsverteilung wie bei den sesshaften Bauern von Luzon konnte sich über die Region hinaus verbreiten, in der sie sich etabliert hatte. Als die Spanier im 16. Jahrhundert die Inseln erreichten, lebte die Mehrheit der schätzungsweise 500.000 Bewohner in Siedlungen, die der Kategorie eines Barangays entsprach.

## Frühe spanische Kolonialzeit – 1565 bis 1762

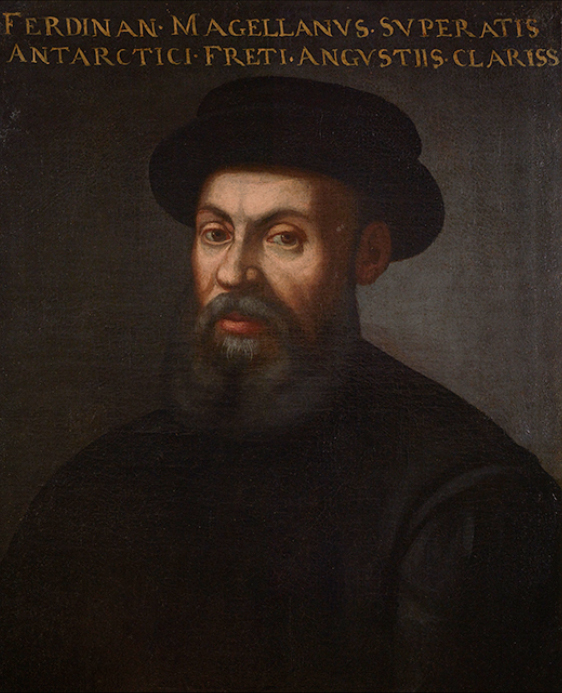
Ferdinand Magellan

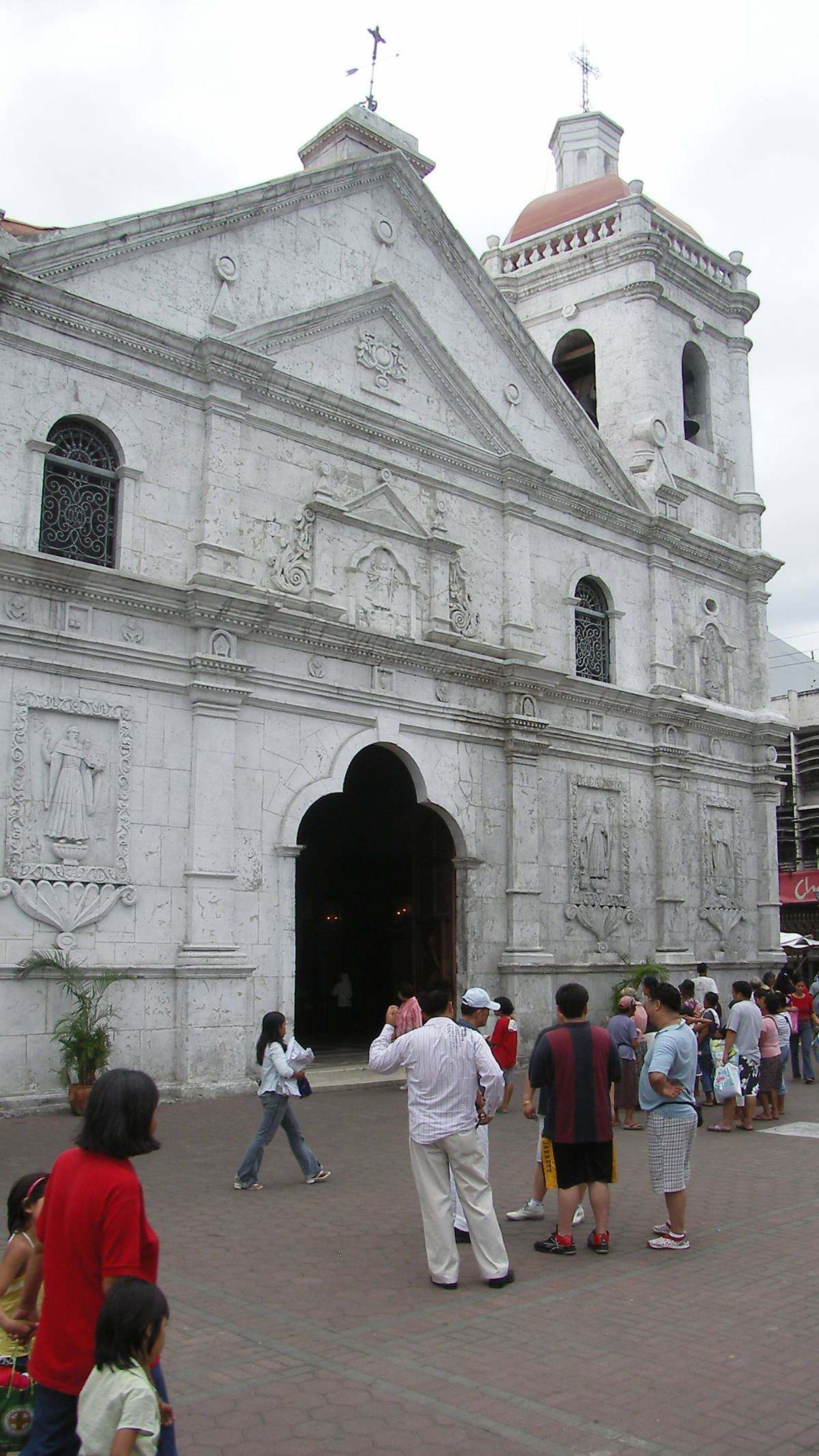
Santo Nino, älteste Kirche des Landes in Cebu City

### Ankunft der Spanier und die Eroberung der Philippinen
Am 16. März 1521 entdeckte der portugiesische Seefahrer Fernão de Magalhães (Ferdinand Magellan), unter spanischer Flagge segelnd, die südphilippinischen Inseln für den europäischen Kulturraum.
Als Magellan auf der Insel Homonhon landete, nahm er das Land für Spanien in Anspruch und benannte es Islas de San Lazaro (Sankt-Lazarus-Inseln), da an diesem Tag das Fest zu Ehren des Heiligen Lazarus gefeiert wurde. Nachdem sie weiter in den Archipel vorgedrungen waren, schüchterten er und seine Leute die lokalen Stammesfürsten und Rajah Humabon, den König von Cebu, mit dem Artillerie-Feuer der gesamten Expeditions-Flotte und Kriegsdrohungen ein, und bekehrten den Rajah und viele seiner Gefolgsleute zum Christentum. Ein Dorf, das sich der Christianisierung verweigerte, ließ Magellan niederbrennen. Bei einem Überfall im Morgengrauen auf den nicht zur Unterwerfung bereiten Stammesführer der Nachbarinsel Mactan wurde Magellan, vermutlich durch die Hand des Kriegerhäuptlings Lapu-Lapu selbst, zusammen mit vielen seiner Männer getötet.
Zwischen 1525 und 1542 gab es vier weitere spanische Expeditionen auf die Philippinen. Ruy López de Villalobos, Kommandant der Expedition von 1542, gab den Inseln Samar und Leyte den Namen Las Islas Filipinas, nach dem damaligen spanischen Infanten, dem späteren König Philipp II. Später wurde diese Bezeichnung für den gesamten Archipel übernommen und die Philippinen erhielten ihren heutigen Namen.
Ende 1564 segelte Miguel López de Legazpi auf Befehl des Vizekönigs von Neuspanien Richtung Philippinen und erreichte am 27. April 1565 die Visayas. Dort errichtete er mehrere Kolonialsiedlungen, verbündete sich mit einigen Häuptlingen wie Datu Sikatuna und bekämpfte andere Stämme wie die von Raja Tupas. 1567 errichteten spanische und mexikanische Soldaten auf Cebu die Festung Fuerza de San Pedro.
Am 23. Juni 1569 nahmen die Spanier offiziell den Archipel in Besitz und Legazpi schickte zwei seiner Kommandeure, Juan de Salcedo und Martín de Goiti, weiter nach Norden. Diese erreichten 1570 die Manilabucht. Die Ortschaft Tondo befand sich unter der Herrschaft des Luzon-Reiches und Maynilad, das heutige Manila, befand sich zu dieser Zeit unter der Herrschaft der miteinander verbündeten moslemischen Herrscher Rajah Matanda und Rajah Sulayman. Diese erklärten den Spaniern, sie seien Freunde der Spanier, erkannten aber sehr schnell, dass die Spanier ihre Herrschaft ablösen wollten. Am 24. Mai 1570 kam es zu einer Schlacht, bei der die Spanier die Oberhand behielten, jedoch später nach Panay zurückkehrten, um Legazpi Bericht zu erstatten. Dieser führte im Mai 1571 eine Flotte von 17 Galeonen an, die mehrere hundert Krieger aus der Visayas-Region und ca. 120 Spanier transportierte. Er landete am 16. Mai 1571 in Maynilad und nahm das Gebiet für die spanische Krone in Besitz. Am 3. Juni 1571 kam es zur entscheidenden Schlacht von Bankusay, in der es den Spaniern dank ihrer zahlenmäßigen Überlegenheit und ihrer überlegenen Waffentechnik gelang, die einheimischen Verbände niederzuringen. Im August 1571 gründete Legazpi Manila und installierte mit Hilfe der ehemaligen und nun zwangsweise zum Christentum konvertierten einheimischen Herrscher einen Stadtrat. An der gleichen Stelle, wo sich die alte Festung Rajah Suleymans befand, wurde nun die befestigte spanische Altstadt von Manila gebaut, die Intramuros genannt wurde und nur für Spanier zugänglich war. Aufgrund ihrer Lage, dem Zugang zur Manilabucht und zu den Nahrungsressourcen in ihrer Umgebung, wurde Manila in der Folge zur Hauptstadt der neuen philippinischen Kolonie und dem Zentrum der militärischen, religiösen und wirtschaftlichen Aktivitäten der Inseln, in der Legazpi als erster Gouverneur regierte. Die spanische Herrschaft wurde schnell über die Küstenregionen der Inselgruppe Luzon und den Visayas ausgedehnt, wobei zahlreichen unabhängige Gemeinschaften unterworfen wurden, die zuvor keine zentrale Führung gekannt hatten.
Bis ca. 1646 war die spanische Herrschaft über die Philippinen jedoch nicht gesichert. Es kam immer wieder zu Revolten, wie den Maharlika-Aufständen 1586 in der Provinz Pampanga, 1588 in Tondo und der Sangley Rebellion im Jahre 1603. Auch wurden zahlreiche spanische Niederlassungen und Siedlungen durch Naturkatastrophen wie Erdbeben, Feuersbrünste, Vulkanausbrüche und Taifune, wiederholt zerstört und mussten wiederaufgebaut werden. Der bekannteste Vulkanausbruch in dieser Zeit war der des Parker im Januar 1641 auf der Insel Mindanao. Er erreichte auf dem Vulkanexplosivitätsindex eine Stärke von über fünf.
Des Weiteren drangen ab dem Jahre 1600 wiederholt niederländische Kaperfahrer in die Gewässer des Inselarchipels ein und störten die Handelsrouten empfindlich. Das erste Aufeinandertreffen von spanischen und niederländischen Galeonen in den Gewässern der Philippinen fand am 12. Dezember 1600 statt und endete mit der Versenkung der San Diego. Mit dem Erstarken der Niederlande am Ende des Achtzigjährigen Krieges versuchten diese im Jahre 1646, den Inselarchipel zu erobern. Dieser Angriff auf die spanische Oberhoheit wurde in den fünf Seeschlachten der La Naval de Manila abgewehrt. Dieses Ereignis festigte die Autorität der katholischen Kirche und damit einhergehend die spanische Herrschaft auf den nördlichen und mittleren Inseln des Archipels für die nächsten 250 Jahre und wird bis heute als das Wunder der Maria vom Siege des Oktobers 1646 überliefert. Auf den Philippinen ist dieses Ereignis als das Wunder der La Naval de Manila bekannt und wird jeden zweiten Sonntag im Oktober gefeiert.

### Römisch-katholische Missionierung
Bald kamen zahlreiche Mönche und Missionare auf die Philippinen und es gelang ihnen sehr schnell, einen Großteil der damaligen muslimischen oder animistischen Bevölkerung zum Christentum zu bekehren. Die Missionierung wurde vornehmlich von katholischen Orden durchgeführt: Dominikaner, Franziskaner (OFM), Augustiner und Jesuiten.
Im Gegensatz zu den mittel- und südamerikanischen Ländern, wo die Spanier vielerorts bei den Indios auf erheblichen Widerstand stießen und deshalb das Christentum mit „Feuer und Schwert“ einführten, gelang es den Missionaren auf den Philippinen, die Bevölkerung schnell zum Katholizismus zu bekehren, auch weil Philipp II. von Spanien befohlen hatte, die Fehler vom amerikanischen Kontinent nicht zu wiederholen.
Da die Missionierung der Philippinen nicht mit Gewalt geschehen konnte, vermischte sich der Katholizismus auf den Philippinen mit vorspanischen Traditionen. Die Missionare nutzten außerdem die alte Baybayin-Schrift zur Verbreitung christlicher Texte. 1611 wurde in Manila die Universidad de Santo Tomas als älteste katholische Universität in Asien eröffnet.
Die Moslems im Süden, hauptsächlich auf Mindanao und dem Sulu-Archipel, von den Spaniern als Moros bezeichnet, konnten von den Kolonialherren jedoch nie vollständig unterworfen werden. Die muslimischen Gruppen reagierten auf die Angriffe der Spanier und deren einheimischen Alliierten mit Überfällen auf Siedlungen in Luzon und den Visayas, die sich unter spanischer Kontrolle befanden. Das spanische Militär unternahm seinerseits periodische militärische Feldzüge gegen die muslimischen Herrschaftsgebiete, die jedoch bis zur Mitte des 19. Jahrhunderts keinen entscheidenden Erfolg brachten. Die Spanier schätzten 1625, dass etwa 100.000 Moros auf Mindanao lebten (etwa 12 % der Gesamtbevölkerung). Auch die Igorot, Bergstämme im Norden Luzons, widersetzten sich nachhaltig der Christianisierung.
Nach Meinung philippinischer Historiker wären die Philippinen ohne die Ankunft der Spanier Mitte des 16. Jahrhunderts wohl vollständig islamisiert worden, wie es heute in Indonesien oder Malaysia der Fall ist.

### Frühe koloniale Verwaltung und Wirtschaft
Bei der Missionierung und Verwaltung der philippinischen Kolonie wurden lokale Häuptlinge in einer Art indirekter Herrschaft mit einbezogen. Aus ihnen entstand die sogenannte principalía, eine ländliche einheimische Führungsschicht mit entsprechenden Privilegien.
Die spanische Führungsschicht der Kolonie hielt sich lieber in Manila auf und überließ die Verwaltung auf dem Lande größtenteils der lokalen principalía und den spanischen Priestern und Mönchen vor Ort. Meistens waren die spanischen Geistlichen die einzigen Spanier, die die einheimischen Sprachen verstanden, außerdem verbrachten diese im Gegensatz zu den spanischen Kolonialbeamten meistens ihr ganzes Leben auf den Philippinen. Es gab außerdem einige wenige spanische Kolonialbeamte, die die Provinzen mit Hilfe der lokalen principalía regierten.
Ländereien, Encomiendas genannt, wurden an spanische Soldaten und Seeleute vergeben, und die einheimische Bevölkerung, mit Ausnahme der principalía, die sich freikaufen konnte, zu Frondiensten gegenüber den Encomenderos verpflichtet. Zudem bürdete man den Einheimischen die Zahlung von Steuern gegenüber den Encomenderos auf. Die Eintreibung dieser Steuern übernahmen in der Regel spanische Geistliche, die principalía oder die spanischen Beamten vor Ort.
Die wichtigste Einkommensquelle für Spanien war jedoch die Rolle der Philippinen als Handelsstation zwischen China und Mexiko. Die Philippinen wurden bis zur mexikanischen Unabhängigkeit im Jahre 1821 als eine Provinz Neuspaniens verwaltet. Durch den merkantilistisch organisierten Galeonenhandel zwischen Manila und Acapulco, der 1565 gestartet und im Jahre 1813 beendet wurde, kamen seinerzeit viele Chinesen als Händler nach Manila. Durch den Galeonenhandel und die administrative Zuordnung der Philippinen zum Vizekönigtum Neuspanien bestanden außerdem enge Beziehungen zu Mexiko.
Die einmal im Jahr verkehrenden sogenannten Manila-Galeonen brachten aus Mexiko überwiegend Silberbarren und Münzen, während auf der Rückfahrt chinesische Waren, hauptsächlich Seide und andere Textilien, nach Mexiko mitgenommen wurden. Jedes Jahr wurden etwa 50 Tonnen Silber von Acapulco nach Manila verschifft, die als Zahlungsmittel für chinesische Waren ihren Weg nach China fanden. Aus diesem Grund wurden die Galeonen oft von englischen und niederländischen Freibeutern attackiert, zeitweise mit Erfolg gekapert. Durch das schiere Volumen des Galeonenhandels wurden mexikanische Silberpesos in China zur faktischen Währung. 1750 führte der Silberüberschuss in China zu einer Inflation und zu einer Abwertung des Silbers.

## Späte spanische Kolonialzeit – 1762 bis 1898

### Die Schwächung der spanischen Kolonialherrschaft
Die erste größere Zäsur in der spanischen Herrschaft über die Philippinen war die britische Invasion von 1762 bis 1764, ein Kapitel am Ende des Siebenjährigen Krieges. Es gelang den Briten, Teile des philippinischen Archipels und die Hauptstadt Manila vorübergehend zu besetzen. Im Jahr 1762 brach in der Provinz Pangasinán der Palaris-Aufstand aus, der zunächst erfolgreich war und erst 1765 niedergeschlagen werden konnte. In der Ilocos-Region der Philippinen nutzten einheimische Rebellen unter Diego Silang die Gelegenheit zum Aufstand. Die Briten verbündeten sich mit ihm, doch er erhielt nicht die zugesagte Unterstützung. Nach der Ermordung Silangs wurde der Aufstand von seiner Frau Gabriela weitergeführt, bis sie im September 1763 verhaftet und hingerichtet wurde. In der Folge dieser Ereignisse wurde vielen Filipinos klar, dass die spanische Oberhoheit nicht ewig dauern könne.
Zudem wurden tausende Menschen von Moro-Piraten entführt, da die Spanier zu sehr mit den Briten beschäftigt waren, um die Kontrolle der südlichen Inseln wahren zu können. Der Pariser Frieden zwang die Briten im Jahr 1764 zum Abzug und erneuerte die spanische Herrschaft über die Philippinen.
Nach der britischen Invasion traten die Philippinen nach und nach in den Welthandel ein. Zunächst wurde in der Ilocos-Region ein Tabakmonopol errichtet mit dem Ziel, Tabak für den Export zu produzieren. Außerdem wurde das Land für private Händler und Investoren geöffnet. 1785 wurde eine königliche Handelsgesellschaft gegründet, welche den Anbau und den Export von Zucker, Kaffee, Indigo und Pfeffer betrieb.
1821 kam die Unabhängigkeit Mexikos. Die Philippinen, die formell bis dahin als Bestandteil des Vizekönigtums Mexiko betreut wurden, wurden nunmehr direkt von Spanien aus verwaltet. In diesem Zusammenhang kam es im Jahre 1822 in Manila zu einer Revolte von spanischen Kreol-Soldaten mexikanischer Herkunft, die sich gegen einen Entwaffnungsbefehl der Kolonialregierung zur Wehr setzten. Die Kreolen waren die ersten, die sich Filipinos nannten, ein Begriff, der später auf die Einwohner des Archipels über ging.
Die britische Besatzung und die Kreolen-Revolte verdeutlichten den Einheimischen die zunehmende Schwäche Spaniens. Die Unabhängigkeit Mexikos und die Kreolen-Revolte weckten außerdem Sehnsüchte nach einer eigenen Unabhängigkeit. Mexiko schickte sogar Geheimagenten auf die Philippinen, um die Bemühungen um eine philippinische Unabhängigkeit zu unterstützen, was sich jedoch als etwas verfrüht herausstellte.
Durch die zunehmende Unabhängigkeit der Länder Lateinamerikas im 19. Jahrhundert wurden die alten Formen des staatlichen organisierten Handels hinfällig, so dass 1834 der freie Handel eingeführt wurde. Im Jahre 1867 begann mit der Eröffnung des Suez-Kanals eine neue Ära des Warenaustausches mit Europa. Durch den zunehmenden Kontakt zur Außenwelt erreichten nun auch neue politische Ideen die Philippinen.
Belgische Anfragen, die Philippinen zu kaufen (1875), wurden von spanischer Seite ebenso zurückgewiesen wie gleichlautende deutsche Anfragen (1885).

### Ilustrados und die Entstehung eines Nationalbewusstseins
Im Laufe des 19. Jahrhunderts bildete sich aufgrund des Wirtschaftswachstums die neue Elite der ilustrados heraus, die sich vorwiegend aus chinesischen und spanischen Mestizen und auch Mitgliedern der principalía zusammensetzte. Ein wichtiges Charakteristikum dieser Elite war die Hochschulbildung, die diese oft im Ausland genossen und Professionen in Medizin und Jura erreichten. Diese Elite kam während ihrer Studien, die sie vornehmlich in Europa vollzogen, mit den neuen Ideen in Berührung, die im 19. Jahrhundert dort kursierten. Von besonderer Bedeutung für die Philippinen war die Säkularisierungsbewegung innerhalb der katholischen Kirche, die von Pedro Pelaez in den 1850er Jahren begründet wurde. Die Bewegung forderte die Philippinisierung der Kirche und eine Beschränkung der Macht der spanischen Ordensgemeinschaften. Die Bewegung war von deutlich liberaleren Ideen geprägt, die die Gleichberechtigung von Filipinos und Spaniern forderte.

Nationalheld José Rizal

1868 fand in Spanien eine Revolution statt, während der liberale Carlos María de la Torre das Gouverneursamt der Philippinen übernahm. Er führte entsprechende Reformen durch, insbesondere die Abschaffung der Pressezensur. Diese kurze Episode endete jedoch im Jahre 1871. Nach einer Meuterei philippinischer Soldaten in einer Schiffswerft in Cavite im Jahre 1872 wurden eine GOMBURZA genannte Gruppe, die aus drei philippinischen Priestern bestand und für ihre liberalen Ideen bekannt waren, öffentlich mit der Garrotte hingerichtet. Freiheitliche ilustrados wurden ins Exil geschickt bzw. verließen daraufhin die Philippinen. Die Hinrichtung der drei einheimischen Priester steigerten nun die Ressentiments gegen die Macht der spanisch beherrschten Mönchsorden.
1872 wurde die Propaganda-Bewegung von Exililustrados in Europa gegründet. Ihr Ziel war nicht die philippinische Unabhängigkeit, sondern eine Autonomie der Philippinen und eine Mitbestimmung im spanischen Kongress, durch das Zugeständnis von philippinischen Sitzen im Cortes. Zu ihnen gesellte sich im Jahre 1882 der Mediziner und Philosoph José Rizal. Dieser schrieb in Europa zwei Romane, Noli me tangere im Jahre 1886 und El Filibusterismo im Jahre 1891, die sich auf bissige Art mit der stark kirchlich geprägten spanischen Herrschaft auseinandersetzten und deshalb auf den Philippinen verboten wurden. Dennoch fand die Lektüre zahlreiche Leser in weiten Kreisen der Gesellschaft.
1892 gründete Rizal nach seiner Rückkehr auf die Philippinen die La Liga Filipina und forderte von der spanischen Regierung die Umsetzung sozialer Reformen. Unmittelbar nach der Gründung dieser auf Gewaltlosigkeit bedachten Organisation wurde Rizal jedoch verhaftet und ins Exil nach Dapitan auf Mindanao geschickt, was zum Zusammenbruch der Liga führte.

### Die Befreiungsbewegung Katipunan und die Revolution von 1896

Eine revolutionäre Flagge der Philippinen (1897)

Im Jahre 1892 bildete sich die nationalistische Protestbewegung Katipunan unter der Führung von Andrés Bonifacio, einem ehemaligen Mitglied der Liga Filipina, der im Gegensatz zu vielen anderen Beteiligten dieses Bundes aus einfachen Verhältnissen stammte. Bonifacio wurde im Jahre 1893 schließlich zum Supremo (Führer) der Katipunan gewählt. Die Mitglieder der Katipunan, der in seiner Organisation einer Geheimloge ähnelt, rekrutieren sich weitgehend aus Teilen der Unterschicht. Zum ersten Präsidenten der Organisation wurde Deodato Arellano im Oktober 1892 gewählt. Jose Rizal wurde 1896 zwar eingeladen dem Katipunan beizutreten, er lehnte dies jedoch ab, da er deren auf Gewalt ausgerichtete Umsetzung ihrer Ziele nicht gutheißen konnte.
Am 10. und 11. April 1895 versammelten sich die führenden Mitglieder des Katipunan in der Pamitinan-Höhle und beschlossen wahrscheinlich dort den Willen zu einer Revolution umzusetzen, dieses waren Emilio Jacinto, Andres Bonifacio, Faustino Mañalac, Francisco del Castillo, Valeriano Dalida, Pedro Zabala und Guillermo Masangkay. Sie hinterließen unter der Hauptlosung Viva la Independencia Filipinas ihre Namen im Gestein der Höhle.
Im August 1896 kam es, nachdem spanische Geistliche über die Existenz des Katipunans erfahren hatten, zu einem Befreiungskrieg gegen die spanische Kolonialmacht. Die Ereignisse um den 23. August werden auf den Philippinen als Sigaw sa Pugad Lawin (deutsch: Ruf des Falkennestes, englisch: Cry of Pugadlawin) bezeichnet. José Rizal wurde Ende des Jahres 1896 von der spanischen Kolonialmacht festgenommen, der Beteiligung an der Katipunan beschuldigt (Er wurde ohne sein Wissen von diesen als Ehrenpräsident verehrt) und hingerichtet. Rizal wird noch heute als Nationalheld gefeiert. Philippinische Nationalisten verehren jedoch den Revolutionär Bonifacio weitaus mehr als den reformistisch orientierten Rizal.

Emilio Aguinaldo (ca. 1898)

Zunächst war die Revolution des Katipunan gegen die spanische Kolonialmacht recht erfolgreich. Es kam allerdings zu internen Machtkämpfen zwischen der Fraktion des Katipunan-Gründers Andrés Bonifacio und der Fraktion von Emilio Aguinaldo, eines sehr erfolgreichen Katipunan-Generals aus Cavite. Die Machtkämpfe im Katipunan führten dazu, dass Bonifacio am 10. Mai 1897 auf Geheiß von Aguinaldo getötet wurde. Dies führte dazu, dass die Spanier allmählich die Oberhand gewannen und Aguinaldo zusammen mit Pedro Paterno und anderen Getreuen in die Höhlen von Biak na Bato zurückzogen. Hier wurde im Juli 1897 die erste provisorische Republik der Philippinen konstituiert, der Republik von Biak-na-Bato.
Am 14. Dezember 1897 wurde nach erbitterten Kämpfen ein Waffenstillstand mit den Spaniern vereinbart und Aguinaldo ging, nachdem ihm und seinen Männern Geld ausbezahlt und ihnen eine Amnestie genehmigt wurde, ins freiwillige Exil nach Hongkong. Der Aufstand setzte sich in vielen Provinzen trotzdem fort. In Hongkong wurde das Hongkong-Komitee gegründet, mit dem die Revolutionäre den Kampf auf den Philippinen unterstützten, indem sie während der Endphase der Revolution und des philippinisch-amerikanischen Krieges eine breite Öffentlichkeit über die Vorgänge auf den Philippinen informierten.

## Amerikanische Kolonialzeit – 1898 bis 1946

### Gescheiterte Unabhängigkeit und Krieg mit Amerika
Am 25. April 1898 erklärte Spanien den USA den Krieg. Beim Spanisch-Amerikanischen Krieg ging es den USA um die Kontrolle über die verbleibenden Kolonialgebiete Spaniens und um den Zugang zu asiatischen Märkten durch die Philippinen. Am 1. Mai 1898 wurde die veraltete spanische Flotte in der Schlacht in der Bucht von Manila vom US-Asiengeschwader unter Commodore George Dewey in nur wenigen Stunden komplett zerstört.
Nach dem Sieg Deweys wurde eine Blockade über die Manilabucht verhängt. Trotzdem kamen Kriegsschiffe von Großbritannien, Frankreich, Deutschland und Japan in die Manilabucht. Das deutsche Kontingent wurde bis zum 12. Juni, als Admiral Diederichs in Manila eintraf, größer als das der Vereinigten Staaten. Es kam zum sogenannten Manila-Zwischenfall zwischen den US-Amerikanern und den Deutschen. Erst als die Briten sich auf die Seite der USA stellten, zogen die deutschen Schiffe ab.
Am 19. Mai 1898 kehrte Aguinaldo nach Manila zurück, um die Revolution mit der erhofften amerikanischen Unterstützung weiterzuführen. Es hatte unter anderem Gespräche zwischen Aguinaldo und amerikanische Diplomaten in Hongkong gegeben, die ihre Sympathie für den philippinischen Wunsch nach Unabhängigkeit bekundeten, ohne jedoch etwas zu versprechen. Er nahm die Führung der Revolution wieder auf, was unter anderem dazu führte, dass philippinische Soldaten in spanischen Diensten zum Katipunan überliefen.
Am 12. Juni 1898 erklärte Emilio Aguinaldo die Philippinen in Kawit für unabhängig und verlas die von Ambrosio Rianzares Bautista ausgearbeitete Unabhängigkeitserklärung. Es wurde daraufhin ein Revolutionskongress in Malolos einberufen, da große Teile von Manila noch unter spanischer Kontrolle waren. In weiten Teilen des Landes unterlagen die Spanier Aguinaldos Truppen. Im Juli belagerten sie die befestigte spanische Innenstadt von Manila, Intramuros genannt. Die Spanier weigerten sich jedoch, gegenüber den Filipinos zu kapitulieren, da sie Befehle hatten, dies nur gegenüber den Amerikanern zu tun.
Am 13. August 1898 fand eine amerikanische Attacke auf Intramuros (siehe Schlacht um Manila (1898)) statt, bei der Aguinaldos Leute mithalfen, seinen Truppen jedoch nicht gestattet wurde, die befestigte Stadt zu betreten. Am 14. August 1898 kapitulierten die Spanier, und die USA verkündeten die Gründung einer Militärregierung.

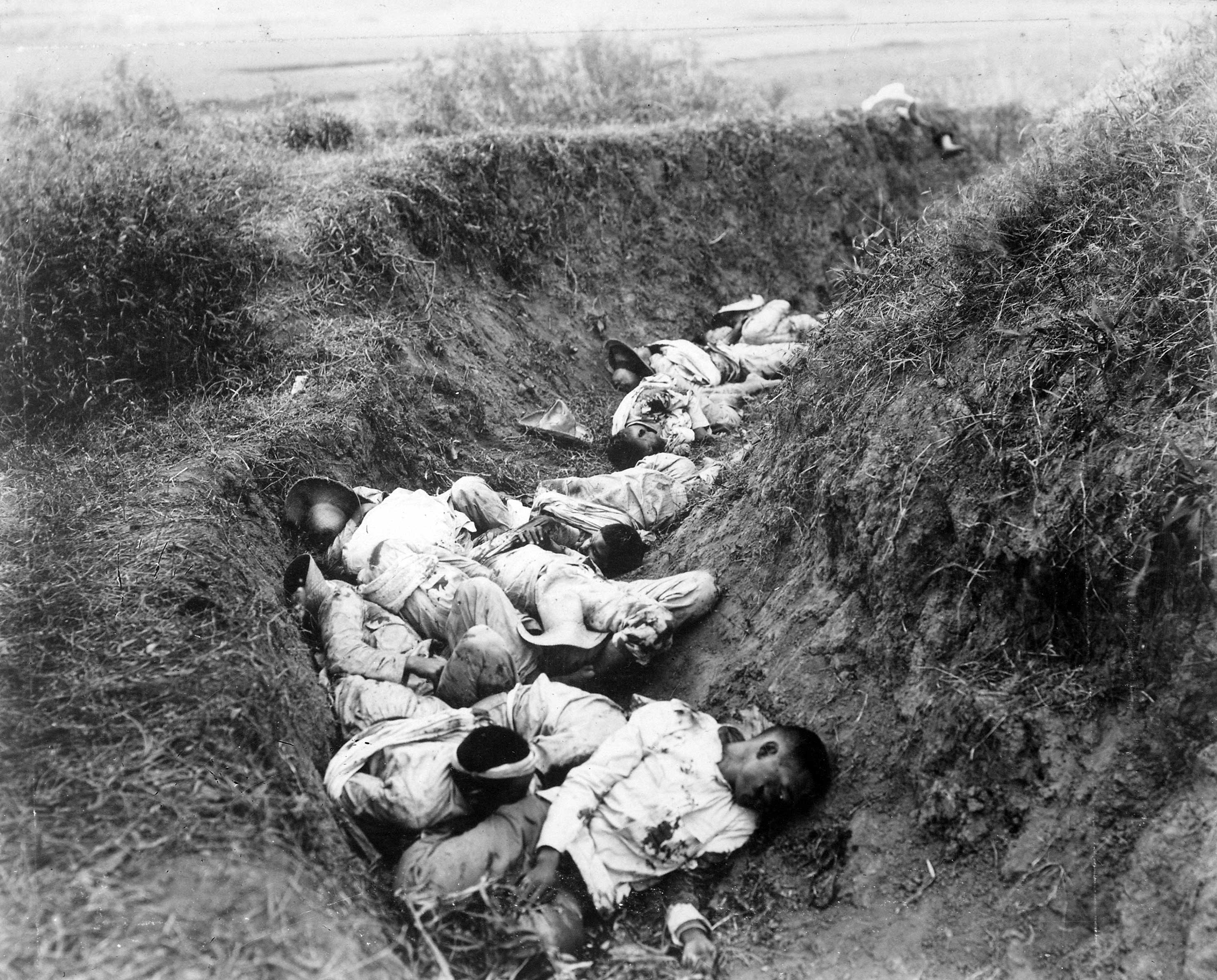
Philippinische Tote am ersten Tag des philippinisch-amerikanischen Krieges, National Archives Foto No. 111-RB-1037

Im Dezember wurden im Pariser Frieden, auch Vertrag von Paris genannt, die Philippinen sowie Puerto Rico und Guam für 20 Millionen Dollar an die USA übergeben. Kuba wurde zwar formal in die Unabhängigkeit entlassen, blieb jedoch vorerst unter US-Besatzung.
Am 21. Januar 1899 verabschiedeten die Mitglieder des Revolutionskongresses die Malolos-Verfassung und am 23. Januar wurde die Erste Philippinische Republik konstituiert.
Am 4. Februar 1899 kam es durch amerikanische Soldaten zu der Erschießung eines philippinischen Soldaten, der in Manila eine Brücke in amerikanisch kontrolliertes Territorium überquerte. Dies war der Anfang des Philippinisch-Amerikanischen Krieges. Es kam seitens der Amerikaner jedoch nie zu einer formellen Kriegserklärung und Aguinaldo wurde zum Banditen erklärt.
Zunächst handelte es sich um einen konventionellen Krieg, doch nach der Ermordung des talentierten Generals Antonio Luna im Juni 1899 waren die philippinischen Streitkräfte geschwächt und mussten ab 1900 den Krieg mit Guerillamethoden fortsetzen.
Ca. 125.000 amerikanische Soldaten kämpften in den folgenden drei Jahren gegen geschätzte 80.000–100.000 Rebellen. Es starben 4324 amerikanische Soldaten und etwa 20.000 philippinische Kombattanten. Zwischen 200.000 und 1 Million Zivilisten wurden während des Krieges getötet, die überwiegende Mehrheit aufgrund von Cholera. Die meisten Historiker schätzen zwischen 200.000 und 250.000 Tote. 26 der 30 amerikanischen Generäle, die im philippinisch-amerikanischen Krieg dienten, waren Veteranen der Indianerkriege. Es gab sehr viele Gräueltaten gegen Zivilisten, die vom Roten Kreuz bestätigt wurden und über die auch in der damaligen US-Presse berichtet wurde.
1901 wurde Aguinaldo mit Hilfe von zu den Amerikanern übergelaufenen Philippinern gefangen genommen. Am 20. April 1901 ließ er eine Erklärung veröffentlichen, die den philippinischen Widerstand aufforderte den Kampf einzustellen. Am 29. April ergaben sich daraufhin Baldomero Aguinaldo und zahlreiche weitere Generale der Revolutionsarmee. Andere Revolutionäre kämpften jedoch unter General Miguel Malvar weiter, der erst im April 1902 kapitulieren musste. Daraufhin wurde der Konflikt seitens der USA formell für beendet erklärt, obwohl einzelne Guerillagruppen noch fast ein Jahrzehnt lang durchhielten.
Die Philippinen wurden eine US-amerikanische Kolonie unter einem Generalgouverneur. Englisch wurde zur Amtssprache erklärt und Englischlehrer wurden ins Land gebracht.
Im Süden der Philippinen hatten sich die islamischen Moros bislang neutral verhalten. Dies änderte sich, als die USA in deren Gebieten die Moro-Provinz gründete. Es kam zu zehn weiteren Jahren erbitterten Krieg mit den Moros. Dabei kam es sowohl zu amerikanischen Gräueltaten gegen die Moros (unter anderem durch General John Pershing) als auch zu Angriffen der gefürchteten Sabil-Attentäter, Moro-Kämpfer, die amerikanische Soldaten mit Schwertern attackierten, um unter Aufopferung ihres Lebens so viele wie möglich zu töten.

### Der lange Weg zur Halbautonomie
Bereits am 20. Januar 1900 wurde die Schurman-Kommission von McKinley berufen. Sie sollte Vorschläge für den Übergang zu einer zivilen Kolonialverwaltung ausarbeiten und legte ihre Ergebnisse im Januar 1901 vor. Im März 1901 wurde daraufhin William Howard Taft zum Vorsitzenden der Taft-Kommission berufen und auf die Philippinen entsandt, um eine zivile Kolonialverwaltung zu etablieren. Er baute den Obersten Gerichtshof der Philippinen auf, als dessen erster Vorsitzender Cayetano Arellano berufen wurde. 1904 waren die Philippinen erstmals bei der Weltausstellung Louisiana Purchase Exposition vertreten, unter anderem durch Epifanio de los Santos. Es wurden auch Vorbereitungen getroffen, um eine Zweikammer-Legislative zu schaffen. Dabei bildete die Taft-Kommission nach Vorbild des US-Systems das Oberhaus und die Philippinische Versammlung das Unterhaus. Die ersten Wahlen zu letzterer wurden am 30. Juni 1907 durchgeführt und sie konstituierte sich am 16. Oktober im Manila Grand Opera House. Unter Woodrow Wilson kam es ab 1913 zu einer grundlegenden Änderung der amerikanischen Politik. Während die vorherigen republikanischen Regierungen die Philippinen als ewige US-Kolonie sahen, entschied sich die Wilson-Regierung, Maßnahmen zu ergreifen, um die Philippinen zur Unabhängigkeit zu führen und bei der Etablierung einer stabilen Demokratie zu helfen. Dazu gehörte Unterstützung beim Aufbau des Rechtswesens und eines öffentlichen Schulsystems.
1916 wurde der Philippine Autonomy Act verabschiedet, auch Jones Law genannt. Ein philippinisches Repräsentantenhaus und ein philippinischer Senat wurden gegründet. In den 1920er-Jahren wechselten Phasen der Kooperation mit Phasen von Kompetenzstreitigkeiten zwischen den amerikanischen Generalgouverneuren und der philippinischen Legislative. In dieser Zeit wurde ein öffentlicher Dienst aufgebaut, der immer mehr von Philippinern übernommen wurde.
Während der amerikanischen Kolonialzeit kam es zu erheblichen Verbesserungen im Bildungs- und Gesundheitswesen des Landes. Die Alphabetisierungsrate verdoppelte sich und erreichte in den 30er Jahren 50 %.
1934 verabschiedete der amerikanische Kongress das Gesetz zur philippinischen Unabhängigkeit (Philippine Independence Act bzw. Tydings-McDuffie Act). Es sah die Schaffung einer philippinischen Verfassung und eine zehnjährige Übergangszeit bis zur vollen Unabhängigkeit vor. Während dieser Übergangszeit war eine Art Halbautonomie für die Philippinen vorgesehen, bei der US-Streitkräfte im Land stationiert bleiben sollten und der amerikanische Präsident unter anderem die Oberhoheit über die philippinischen Streitkräfte behalten sollte.
Durch das Unabhängigkeitsgesetz wurden außerdem alle Filipinos, die in den Vereinigten Staaten lebten, als Ausländer klassifiziert, und die USA setzten eine Einwanderungsquote für Filipinos fest. Im Jahre 1935 wurde zudem der Filipino Repatriation Act (Filipino-Rückführungsgesetz) erlassen, der Filipinos in den USA zur Rückkehr auf die Philippinen bewegen sollte und die Familienzusammenführung in den USA erschwerte.
Nachdem die philippinische Legislative den Tydings-McDuffie Act akzeptiert hatte, begann 1935 die vorgesehene zehnjährige Übergangszeit. Die Philippinen erhielten den Status eines halbautonomen Commonwealth, dessen Präsident Manuel Luis Quezón y Molina wurde. Das Parlament wurde auf ein Einkammersystem, die Nationalversammlung, umgestellt. 1940 verständigte man sich wieder auf ein Zweikammersystem und der Commonwealth-Kongress entstand. Die Commonwealth-Regierung begann ein ehrgeiziges Aufbauprogramm, um die Voraussetzungen für die Unabhängigkeit zu schaffen. Allerdings wurde dies durch das damalige wirtschaftliche und politische Umfeld in Südostasien behindert. Der Zweite Weltkrieg machte schließlich alle Aufbaubemühungen zunichte.
Zum Aufbau einer eigenen philippinischen Armee zog Quezon General Douglas MacArthur als Militärberater hinzu. McArthur wurde dabei von Dwight D. Eisenhower unterstützt. Nachdem McArthur 1937 als US-General in den Ruhestand getreten war, machte ihn Quezon sogar zum Feldmarschall der philippinischen Armee. Dies endete erst, als Franklin D. Roosevelt McArthur im Jahre 1941 reaktivierte und zum Kommandanten des in Manila basierten Fernostkommandos der US-Streitkräfte ernannte.

#### Frauenwahlrecht
1933 wurde im Repräsentantenhaus ein Gesetz verabschiedet, das ab Januar 1935 das Frauenwahlrecht vorsah. Dieses Gesetz war eine Ergänzung zum Abschnitt 431 des Verwaltungsgesetzbuches. Diese Ergänzung war mit dem Hare-Hawes-Cutting-Unabhängigkeitsgesetz verknüpft, das bei der Abstimmung keine Mehrheit fand.
Bevor Frauen tatsächlich wählen konnten, wurde die Entscheidung von 1933 durch eine Verfassunggebende Versammlung 1934 widerrufen, die eine neue Verfassung ausarbeitete, die den veränderten Status der Philippinen als eines Commonwealth innerhalb der USA widerspiegeln sollte. Diese Versammlung entschied, die Einführung des Frauenwahlrechts an eine erfolgreiche Volksabstimmung über diese Frage zu knüpfen. Wahlberechtigt waren bei dieser Abstimmung nur Frauen, mindestens 300 000 Stimmen brauchte es für einen Erfolg. Über eine halbe Million Frauen ließen sich für die Abstimmung registrieren und 447 725 Frauen stimmten am 30. April 1937 dafür, Frauen dasselbe aktive und passive Wahlrecht wie Männern zu geben. Dies geschah vor der Unabhängigkeit, noch unter US-amerikanischer Verwaltung, durch das Plebiscite Law, Commonwealth Act No. 34. Es wurde bei der Unabhängigkeit 1946 bestätigt.

### Japanische Invasion, Okkupation und Widerstand

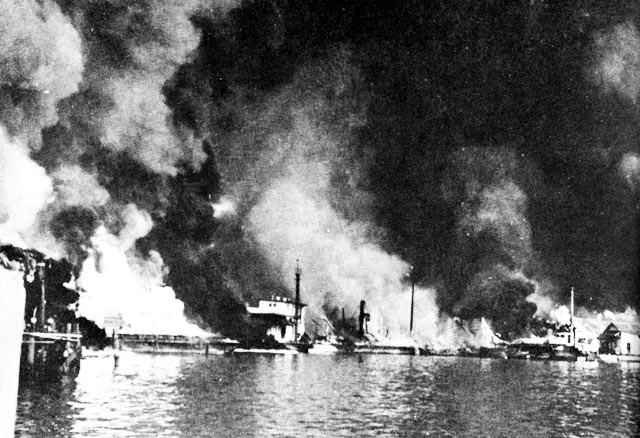
Der Marinehafen Cavite bei Manila brennt nach einem japanischen Angriff

Nach dem Angriff auf Pearl Harbor am 7. Dezember 1941 besetzten im Zweiten Weltkrieg die Japaner in der Schlacht um die Philippinen die Inseln. Trotz erbitterten Widerstands mussten US-amerikanische und philippinische Truppen unter US-Kommando im April 1942 auf Bataan kapitulieren. Im darauffolgenden Todesmarsch von Bataan starben bis zu 10.000 Soldaten vor der Ankunft in einem 100 Kilometer entfernten Militärgefängnis.
1942 bildete sich auf Luzon die kommunistische Widerstandsbewegung Hukbalahap (im Volksmund Huk genannt) unter Führung von Luis Taruc, deren Hauptziel zunächst der Widerstand gegen die japanische Besatzung war. Daneben bildeten sich weitere Guerillagruppen, die jedoch mit den amerikanischen Streitkräften verbündet waren.
Während der Besatzungszeit kam es zu Gräueltaten japanischer Truppen gegen die Zivilbevölkerung wie Massenerschießungen, Folter und Vergewaltigungen. Menschen wurden lebendig verbrannt oder mit dem Samurai-Schwert geköpft.
Im Oktober 1943 wurde mit Hilfe großer Teile der philippinischen Elite eine Zweite Philippinische Republik unter japanischer Obhut gegründet. Präsident wurde José P. Laurel. Diese Republik fand allerdings kaum Unterstützung in der Bevölkerung.
Erst ab Oktober 1944 gelang es US-amerikanischen Truppen unter dem Kommando von General Douglas MacArthur, mit Unterstützung antijapanischer Widerstandskämpfer in fünfmonatigen Kämpfen die Philippinen zurückzuerobern (siehe Pazifikkrieg#Philippinen). Weil sich japanische Truppen in Manila verschanzt hielten, dauerte die Befreiung Manilas bis zur Kapitulation Japans im September 1945 an, was zur weitgehenden Zerstörung von Manila (vor allem der alten spanischen Altstadt) führte. Etwa eine Million Philippiner starben im Zweiten Weltkrieg.
Amerikanische Streitkräfte bekämpften die kommunistisch geprägten Hukbalahap. Einzelne japanische Soldaten kapitulierten nicht, sondern hielten im Dschungel verborgen aus; der letzte japanische Soldat (Nakamura Teruo) kapitulierte erst 1974. Ab Oktober 1945 fanden die ersten Kriegsverbrecherprozesse in Manila statt. Die japanischen Oberkommandierenden Yamashita Tomoyuki und Homma Masaharu wurden zum Tode verurteilt. Bis 1949 fanden zahlreiche weitere Verfahren statt.
Nachdem Commonwealth-Präsident Manuel Quezon in den USA verstorben war, übernahm Vizepräsident Sergio Osmeña die Präsidentschaft der philippinischen Exilregierung. Im Februar 1945 wurde die Commonwealth-Regierung durch die USA wiedereingesetzt. Im selben Jahr wurden die Philippinen als Commonwealth der Philippinen Gründungsmitglied der Vereinten Nationen. Die philippinische Unabhängigkeit wurde vom US-Präsidenten Harry S. Truman auf das Jahr 1946 festgelegt, da die Folgen des Krieges eine Unabhängigkeit nach dem ursprünglichen Zeitplan nicht zuließen. Die Verfassung des Commonwealth blieb bis zum Jahr 1973 gültig.

## Die Philippinische Republik

### Die Philippinische Republik vor Marcos
Am 4. Juli 1946 wurden die Philippinen formal in die Unabhängigkeit entlassen. Die USA ließen sich aber vertraglich die Fortdauer der wirtschaftlichen Abhängigkeit für 28 Jahre garantieren. Am 14. März 1947 sicherten sich die USA außerdem für die Dauer von 99 Jahren die Hoheitsrechte über 23 Militärstützpunkte.
Nach 1946 erhob sich, vor allem in Luzon, Widerstand gegen die korrupten proamerikanischen Regierungen unter Manuel Roxas (1946–1948) und Elpidio Quirino (1948–1953), vor allem durch die Nachfolger der antijapanischen Guerilla, die Hukbalahap (HUK). Im Oktober 1950 schlugen die von den USA ausgerüsteten Truppen der philippinischen Armee unter Verteidigungsminister Ramon Magsaysay, der durch den CIA-Mann und späteren Vietnam-Strategen Edward Lansdale beraten wurde, die Aufstände der HUK-Bewegung nieder.
Am 30. August 1951 beteiligten sich die Philippinen auf Betreiben der USA am Koreakrieg und entsandten fünf Bataillone. Der im Volk sehr populäre Magsaysay wurde 1953 Präsident. Er starb 1957 bei einem Flugzeugabsturz.
In den 1950er-Jahren kam es zu einer massiven, von der Regierung unterstützten Migration von armen Bauern nach Mindanao, um den Aufstand der Hukbalahap zu schwächen. Der Konflikt mit den muslimischen Moros wurde dadurch verschärft.
Der nationalistisch gesinnte Präsident Carlos P. Garcia (1957–1961) verkürzte die Pachtdauer der US-Stützpunkte auf 25 Jahre mit der Option, die Pacht danach um jeweils fünf Jahre zu verlängern. Seine Filipino First Gesetzgebung bevorzugte philippinische Unternehmer gegenüber ausländischen Investoren.
1963 erhoben die Philippinen unter Präsident Diosdado Macapagal (1961–1965) nach Gründung der Föderation Malaysia Anspruch auf das auf der Insel Borneo gelegene Sabah. Sabah wurde 1878 durch den Sultan von Sulu an Großbritannien verpachtet, die 1963 das Territorium an Malaysia übergaben, das noch heute die vereinbarte Pachtsumme an die Nachfahren des Sultans zahlt. Bis heute ist das Sabah-Problem ungelöst.

### Die Marcos-Zeit

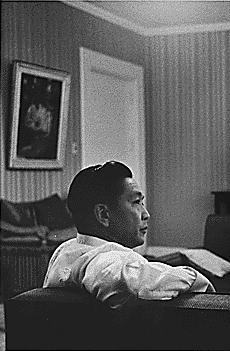
Ferdinand Marcos

Am 30. Dezember 1965 wurde Ferdinand Marcos Präsident. 1966 entsandte er ein Pionier-Bataillon nach Vietnam, um den USA zu helfen. 1967/1968 bewirkten die Enteignung der Bauern und das starke Bevölkerungswachstum (3,5 %) eine Arbeitslosenquote von rund 20 %. Die Huk-Bewegung erhielt großen Zulauf und kontrollierte weite Gebiete von Zentral-Luzón. Marcos ließ die kommunistischen Hukbalahap bekämpfen, bis diese ihre Aktivitäten einstellten. Er wurde am 11. November 1969 als erster philippinischer Präsident wiedergewählt.
1968 gründeten traditionelle Stammesführer die Muslimische Unabhängigkeitsbewegung (MIM). Sie reagierten damit auf das Jabidah-Massaker an moslemischen Armeerekruten, die sich geweigert hatten, an einer Geheimoperation zur Rückeroberung Sabahs teilzunehmen. Es kam zu Kämpfen zwischen Moros und christlichen Siedlermilizen im Süden der Philippinen. 1971 gründete der Politikwissenschaftler Nur Misuari die Nationale Befreiungsfront der Moros (MNLF) als separatistische Dachorganisation.
1969 gründeten José María Sison und einige ehemalige Hukbalahap eine maoistische Untergrundarmee und nannten sie New People’s Army (Neue Volksarmee) oder NPA. Sie hatte zeitweise etwa 85.000 Kämpfer.
Von Januar bis März 1970 gab es in der Region Manila Studentenunruhen gegen das korrupte Marcos-Regime. Die Studenten demonstrierten dagegen, dass Marcos eine neue Verfassung vorbereitete, die die Beschränkung auf zwei Amtsperioden für den Präsidenten aufheben sollte. Marcos ließ die Unruhen blutig niederschlagen.
Am 21. September 1972 verhängte Präsident Marcos das Kriegsrecht. Es kam zur Verhaftung von Zehntausenden Regimegegnern; oppositionelle Medien wurden verboten.
Am 17. Januar 1973 wurde durch eine neue Verfassung ein parlamentarisches System eingeführt, das faktisch der Konsolidierung der Macht von Marcos diente. Während der Zeit des Kriegsrechts intensivierten sich die Auseinandersetzungen mit der NPA und der MNLF. 1975 wurde mit Hilfe von Libyen und der Organisation der Islamischen Konferenz der Vertrag von Tripolis ausgehandelt, der die Gründung einer autonomen Moslemregion vorsah. 1976 herrschte jedoch große Unzufriedenheit unter den Moros über die Ergebnisse des Vertrags, so dass die Kämpfe weitergingen. 1977 spaltete sich die geschwächte MNLF und es kam zur Gründung der Islamischen Befreiungsfront der Moros.
1981 wurde das Kriegsrecht formal aufgehoben. Es kam zu sehr dubiosen Wahlen, bei denen Marcos mit sehr hoher Mehrheit gewann.
Am 21. August 1983 wurde der Oppositionsführer Benigno Aquino ermordet. Die Tat wird den Militärs angelastet. Nach der gefälschten Präsidentschaftswahl vom Februar 1986 demonstrierten mehr als eine Million Filipinos auf der EDSA-Avenue in Manila und forderten Marcos’ Rücktritt. Die katholische Kirche unterstützte die Demonstranten, woraufhin sich die Demonstrationen auf das gesamte Land ausweiteten und als EDSA-Revolution in die Geschichte eingingen. Durch die Weigerung des Militärs, die Demonstrationen gewaltsam aufzulösen, sah sich Marcos am 25. Februar 1986 gezwungen, ins US-Exil nach Hawaii zu fliehen. Die Witwe des ermordeten Benigno Aquino und jetzige Oppositionsführerin, Corazon Aquino, wurde am selben Tag neue Präsidentin (bis zum 30. Juni 1992).

### Die Zeit nach Marcos
Während der Präsidentschaft von Corazon Aquino wurde 1987 eine neue Verfassung ratifiziert, durch die die Philippinen zum Präsidialsystem zurückkehrten.

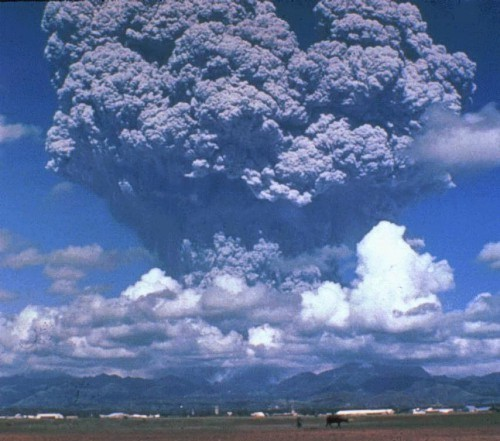
Ausbruch des Pinatubo

Aquino hatte mit zahlreichen Putschversuchen zu kämpfen, wurde jedoch von ihrem Generalstabschef Fidel Ramos gestützt, der 1992 als erster Protestant zum philippinischen Präsidenten gewählt wurde.
1987 fand ein weiterer Versuch statt, den Moslemkonflikt zu lösen. Aufgrund des Vertrags von Dschidda wurde 1989 die Autonomous Region in Muslim Mindanao gegründet, das entsprechende Referendum wurde jedoch von militanten muslimischen und christlichen Gruppen boykottiert. In dieser Zeit entstand die Terrorgruppe Abu Sajaf.
Zwischen dem 12. und 15. Juni 1991 ließ die Eruption des Vulkans Pinatubo auf der Insel Luzon für drei Monate die durchschnittliche Welttemperatur um 1,5 °C fallen. Der Temperaturrückgang wurde durch große Mengen an Asche und Staub verursacht, die in die Erdatmosphäre gelangten. Es handelte sich um den weltweit stärksten Vulkanausbruch des 20. Jahrhunderts.

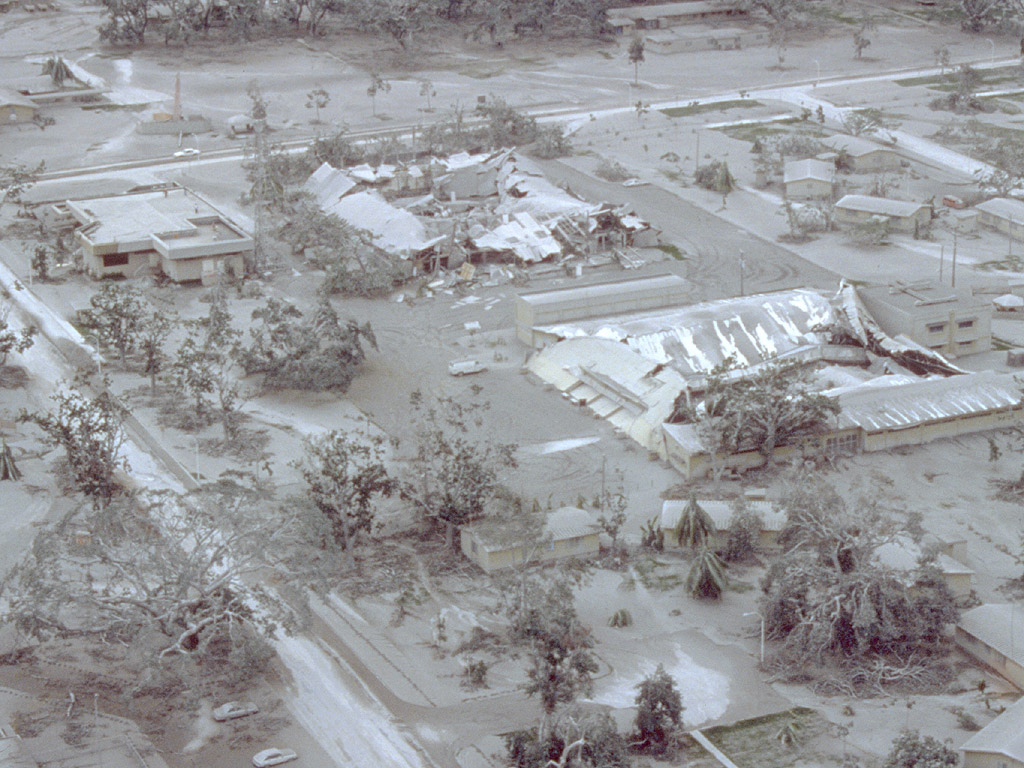
US-Stützpunkt Clark Air Base, von Vulkanasche bedeckt

Dabei wurden auch die beiden wichtigsten philippinischen US-Stützpunkte Subic und Clark zu großen Teilen zerstört. Der philippinische Senat verweigerte daraufhin die 1992 fällige Verlängerung des Stützpunktvertrages von 1947. Am 30. September 1992 endete der Abzug der US-Truppen, der angesichts der vulkanischen Katastrophe acht Monate zuvor begonnen hatte.
Am 2. September 1996 unterzeichneten die philippinische Regierung unter Präsident Fidel Ramos (1992–1998) und die auf Mindanao operierenden islamischen Separatisten des MNLF einen Friedensvertrag, der mit Hilfe der Organisation der Islamischen Konferenz und Libyens zustande kam. Nur Misuari wurde Gouverneur der Autonomous Region in Muslim Mindanao.
Die Islamische Befreiungsfront der Moros (MILF) und die terroristische Abu Sajaf beteiligten sich jedoch nicht an diesem Friedensvertrag. Ein 1997 mit der MILF geschlossener Waffenstillstand zerbrach recht schnell.
Am 1. Juni 1999 trat das Visiting Forces Agreement (VFA) in Kraft, das die erneute Stationierung von US-Truppen auf philippinischem Boden zulässt.
Im November 1999 verübte die Neue Volksarmee (New People’s Army, NPA) der maoistischen Kommunistischen Partei zahlreiche Terrorakte auf der Insel Luzón. Auf ihr Konto gehen etwa 90.000 Menschenleben.

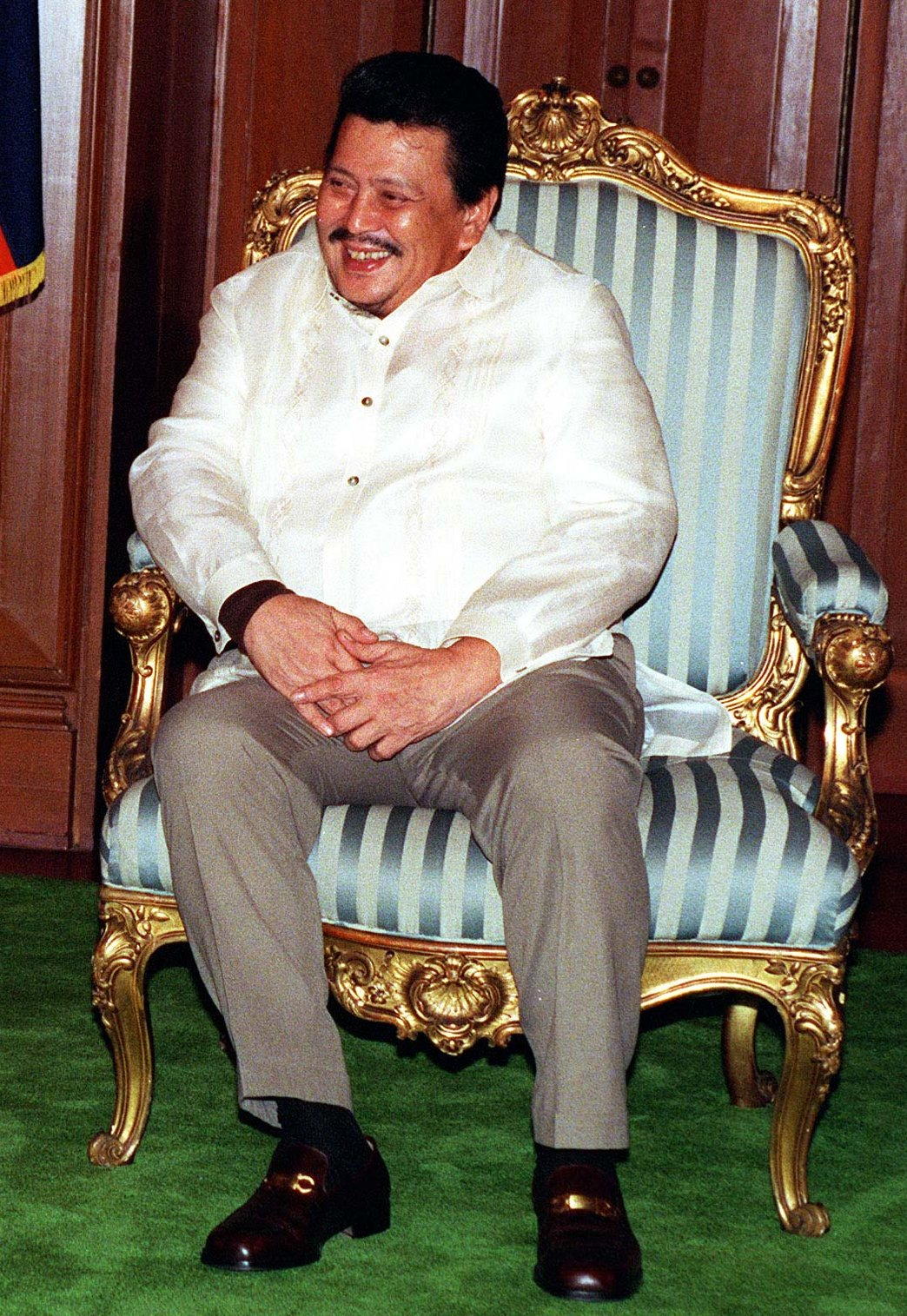
Joseph Estrada

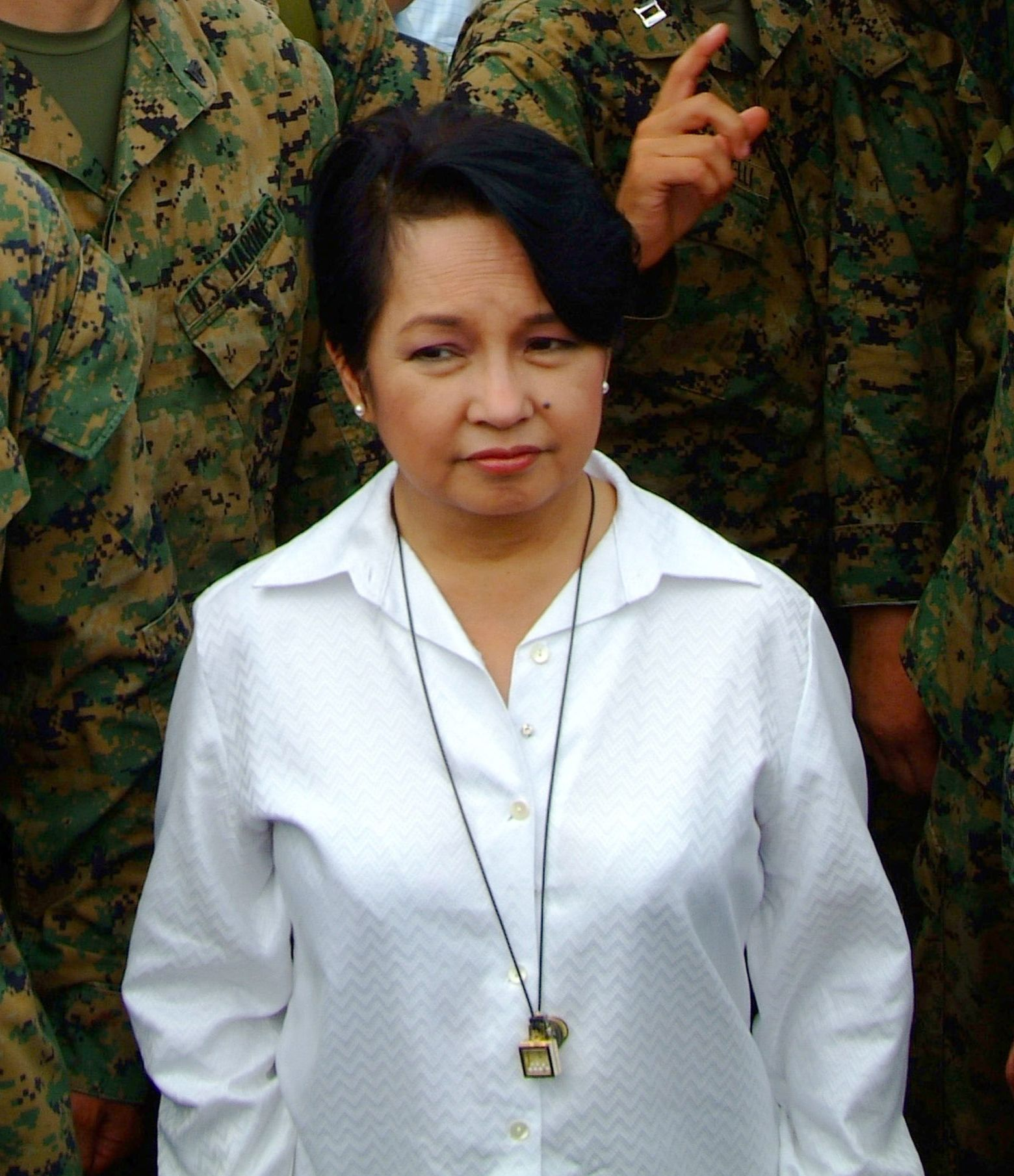
Gloria Macapagal-Arroyo

Präsident Joseph Estrada (1998–2001) startete im Jahre 2000 eine neue Offensive gegen die MILF und bekämpfte die Abu Sajaf, die im gleichen Jahr etliche Entführungen vornahm.
Am 20. Januar 2001 wurde Präsident Estrada nach einem skandalösen Amtsenthebungsverfahren durch Unruhen gestürzt. Daraufhin wurde Gloria Macapagal-Arroyo neue Präsidentin.
2002 wurde die NPA auf Betreiben der philippinischen Regierung durch die USA und im Anschluss daran durch die EU zur internationalen Terrororganisation erklärt. Im selben Jahr fand ein gemeinsames Manöver philippinischer und US-Soldaten statt, bei dem US-Spezialeinheiten auf Basilan nahe Mindanao stationiert werden, um die terroristische Abu Sajaf zu bekämpfen. Auch die Auseinandersetzung mit der MILF flammte wieder auf. Bis heute finden regelmäßige Manöver der US-Streitkräfte und der philippinischen Streitkräfte zur Bekämpfung terroristischer Organisationen statt.
Bei den Präsidentschaftswahlen im Mai 2004 konnte sich Gloria Macapagal Arroyo knapp vor ihrem Gegenkandidaten Fernando Poe behaupten und wurde für eine zweite Periode im Amt bestätigt. Die Wahl fand bereits am 10. Mai 2004 statt, nach Unstimmigkeiten bei der Stimmenauszählung wurde das offizielle Ergebnis aber erst Ende Juni verkündet. Im Juni 2005 kam es zum sogenannten Hello-Garci-Skandal, bei dem Arroyo Wahlbetrug vorgeworfen wurde. Ein Amtsenthebungsverfahren scheiterte jedoch.
Im selben Jahr gab es im Zusammenhang mit dem Moslemkonflikt etliche Bombenanschläge, insbesondere im Süden der Philippinen. Am Valentinstag explodierten drei Bomben, eine davon in Manila. Die Abu Sajaf bekannte sich zu den Anschlägen und nannte sie ein „Valentinsgeschenk“ für Präsidentin Arroyo. Im Jahr 2006 kam es zu einem Bombenanschlag auf eine Fähre auf Jolo, zu dem sich ebenfalls die Abu Sajaf bekannte.
Am 24. Februar 2006 erklärte die Regierung, es habe einen Putschversuch von Teilen des Militärs gegeben. Über das Land wurde der Ausnahmezustand verhängt, regierungstreues Militär und andere Sicherheitskräfte sicherten strategisch wichtige Orte. Demonstrationszüge zum 20. Jahrestag von Marcos’ Sturz wurden verboten, Teile der Presse zensiert und stattfindende Demonstrationen von der Polizei gewaltsam aufgelöst. Am 3. März 2006 wurde der Ausnahmezustand wieder aufgehoben.
In der Folge kam es zu einem dramatischen Anstieg politisch motivierter Morde, vorwiegend an Mitgliedern linksorientierter Gruppen und Parteien, aber auch an Journalisten, kirchlichen Mitarbeitern und Pfarrern sowie engagierten Bürgern auf Gemeindeebene, mit mutmaßlicher Unterstützung oder Duldung durch Teile des Militärs und anderer Sicherheitskräfte. Von Januar bis Juli 2006 dokumentierte amnesty international mindestens 51 dieser politischen Morde. Die philippinische Regierung geriet wegen dieser Morde unter internationalen Druck. Präsidentin Arroyo setzte eine Untersuchungskommission zur Aufklärung der Morde ein. Bis November 2006 wurden aber von dieser sogenannten Melo-Kommission keine Ergebnisse veröffentlicht.

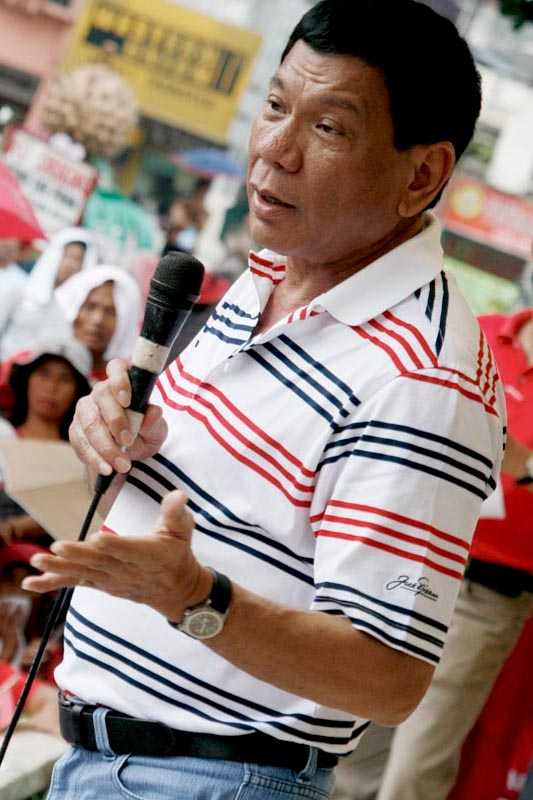
Duterte auf einer Kundgebung im Jahr 2009

Im Mai 2019 während der Präsidentschaft von Rodrigo Duterte, kulminierte der Müll-Konflikt der Philippinen mit Kanada.